# Dantona corves
Dantona corves là một loài bướm đêm trong họ Noctuidae.